# سبرود سلمي
السَّبرود السُّلَّمي هي نوع من خنافس في فصيلة القرنبيات من جنس سبرود. وصفه كارل لينيوس في عام 1758، في الأصل تحت جنس قرنبي. منتشرة انتشارًا واسعًا في أورُبَّة وآسِية.تفترسها أنواعٌ من الزنابير الطفيلية.